# Fuero de Oviedo
El Fuero de Oviedo es un fuero otorgado a la ciudad asturiana de Oviedo por parte de Alfonso VI.

## Historia
El documento fue realizado a raíz de la visita del monarca a la Catedral de Oviedo y la apertura del Arca Santa en ese mismo viaje. El escrito original no se conserva, teniendo referencias de él gracias un documento de Fernando IV fechado en 1295 en el que ve inscrito el Fuero otorgado en 1145 por Alfonso VII confirmando el anterior de Alfonso VI.

## Texto
El fuero contemplaba dos facetas de gobierno, la parte político-organizativa y la parte sobre el Derecho Civil.

### Leyes organizativas
En la parte organizativa indicaba : 

...el cargo de merino recayese siempre en un vecino de la ciudad, no siendo obligatorio y teniendo únicamente el rey la potestad de deponerlo; que los habitantes de la ciudad fuesen sólo vasallos del Rey, siendo libre todo siervo del fisco real que se acoja al Fuero; la inviolabilidad del domicilio; la exención de la fonsadura excepto cuando estando movilizados todos los hombres de armas de los demás concejos, el Rey estuviese cercado o requiriese auxilio en combate; la igualdad ante la ley de magnates y vecinos llanos; la exención del servicio personal al que obligaba la posesión de tierras.

### Derecho Civil
En la parte del derecho civil indicaba: 

...que los propietarios de tierras fuesen libres de venderlas aun cuando abandonen la ciudad y que pudiesen testar siempre y cuando no privasen por completo de herencia a sus hijos.

El incumplimiento del derecho conllevaba una multa,  

...castigándose el falso testimonio y el allanamiento de morada y considerándose eximente del cargo por agresión el haber sido injuriado por el agredido con los calificativos de cornudo, sodomita, traidor o similares. Se prohibía el procedimiento del embargo cuando el demandado prestaba fianza, se establecía la obligatoriedad de prestar declaración y se instituían la prueba caldaria y la prueba del duelo.

### Otras disposiciones
El texto se completaba con disposiciones por las que se permitía el comercio libre de sidra y pan y castigar a los comerciantes que engañaran en las medidas.
- Datos: Q5812344